# Тяжёлая атлетика на летней Универсиаде 2011
Соревнования по тяжёлой атлетике на летней Универсиаде 2011 года прошли с 13 по 18 августа в Шэньчжэне (Китай) где было разыграно 15 комплектов наград.

## Медальный зачет
| Место | Страна           | Золото | Серебро | Бронза | Всего |
| ----- | ---------------- | ------ | ------- | ------ | ----- |
| 1     | Китай            | 4      | 4       | 0      | 8     |
| 2     | Россия           | 4      | 1       | 2      | 7     |
| 3     | Индонезия        | 2      | 1       | 0      | 3     |
| 4     | КНДР             | 1      | 2       | 0      | 3     |
| 5     | Китайский Тайбэй | 1      | 1       | 1      | 3     |
| 6     | Таиланд          | 1      | 0       | 3      | 4     |
| 7     | Египет           | 1      | 0       | 1      | 2     |
| 8     | Армения          | 1      | 0       | 0      | 1     |
| 9     | Республика Корея | 0      | 2       | 2      | 4     |
| 10    | Украина          | 0      | 1       | 1      | 2     |
| 11    | Казахстан        | 0      | 1       | 0      | 1     |
| 11    | Литва            | 0      | 1       | 0      | 1     |
| 11    | Венгрия          | 0      | 1       | 0      | 1     |
| 14    | Турция           | 0      | 0       | 2      | 2     |
| 15    | Канада           | 0      | 0       | 1      | 1     |
| 15    | Мексика          | 0      | 0       | 1      | 1     |
| Всего | Всего            | 15     | 15      | 14     | 44    |

#### Мужчины
| Дисциплина                              | Золото                   | Золото          | Серебро                               | Серебро         | Бронза                          | Бронза          |
| --------------------------------------- | ------------------------ | --------------- | ------------------------------------- | --------------- | ------------------------------- | --------------- |
| До 56 кг Отчёт (недоступная ссылка)     | Ли Личжи Китай           | 273             | Виджойо Сурахмат бин Сувото Индонезия | 239             | Тань Чичун Китайская Республика | 236             |
| До 62 кг Отчёт (недоступная ссылка)     | Эко Юли Ираван Индонезия | 310 (140 + 170) | Чэнь Мэйлун Китай                     | 285 (129+156)   | Витават Критпхет Таиланд        | 283 (128+155)   |
| До 69 кг Отчёт (недоступная ссылка)     | Дени Дени Индонезия      | 321 (143 + 178) | Вон Джон Сик Южная Корея              | 318 (141+177)   | Мохамед Султан Египет           | 312 (137+175)   |
| До 77 кг Отчёт (недоступная ссылка)     | Агаси Агасян Армения     | 337 (151 + 186) | Вячеслав Ластухин Россия              | 332 (150+182)   | Виктор Харченко Россия          | 331 (145+186)   |
| До 85 кг Отчёт (недоступная ссылка)     | Ринат Киреев Россия      | 365 (165 + 200) | Чжан Шичун Китай                      | 353 (163+190)   | Ю Джунхо Южная Корея            | 351 (158+193)   |
| До 94 кг Отчёт (недоступная ссылка)     | Андрей Деманов Россия    | 390 (177 + 213) | Ауримас Дидзбалис Литва               | 387 (180+207)   | Ибрагим Арат Турция             | 373 (170+203)   |
| До 105 кг Отчёт (недоступная ссылка)    | Геннадий Муратов Россия  | 400 (183+217)   | Микола Хордичук Украина               | 382 (180+202)   | Алексей Ловчев Россия           | 375 (170+205)   |
| Свыше 105 кг Отчёт (недоступная ссылка) | Петер Надь Венгрия       | 412 (192 + 220) | Олег Прошак Украина                   | 402 (185 + 217) | Айк Акопян Армения              | 402 (186 + 216) |

#### Женщины
| Дисциплина                             | Золото                          | Золото          | Серебро                        | Серебро       | Бронза                                | Бронза        |
| -------------------------------------- | ------------------------------- | --------------- | ------------------------------ | ------------- | ------------------------------------- | ------------- |
| До 48 кг Отчёт (недоступная ссылка)    | Ся Хунъюй КНР                   | 188             | Лян Чхунхва КНДР               | 186           | Пенсири Лаосирикул Таиланд            | 184           |
| До 53 кг Отчёт (недоступная ссылка)    | Цзи Цзин КНР                    | 222 (100 + 122) | Сюй Шуцин Китайская Республика | 207 (92+115)  | Прамсири Бунпхитак Таиланд            | 205 (90+115)  |
| До 58 кг Отчёт (недоступная ссылка)    | О Джонъэ КНДР                   | 220 (95 + 125)  | Ло Лицин КНР                   | 211 (96+115)  | Моника Патрисия Домингес Лара Мексика | 201 (91+110)  |
| До 63 кг Отчёт (недоступная ссылка)    | Хо Сяочунь Китайская Республика | 211 (94 + 117)  | Ким Юнджон КНДР                | 207 (92+115)  | Седа Ындже Турция                     | 203 (90+113)  |
| До 69 кг Отчёт (недоступная ссылка)    | Кан Юэ Китай                    | 240 (110 + 130) | Мун Ю Ра Южная Корея           | 238 (108+130) | Мари-Эве Бошмен Канада                | 235 (105+130) |
| До 75 кг Отчёт (недоступная ссылка)    | Кханиттха Петананг Таиланд      | 236 (101+135)   | Ли Ян Китай                    | 234 (106+128) | А Лари Южная Корея                    | 226 (101+125) |
| Свыше 75 кг Отчёт (недоступная ссылка) | Анастасия Черных Россия         | 250 (113+137)   | Александра Аборнева Казахстан  | 247 (109+138) | не присуждалось                       |               |

## Ссылка
- Соревнования по тяжёлой атлетике на сайте Универсиады 2011 (англ.)